# Kościół Matki Boskiej Nieustającej Pomocy w Czerwonce
Kościół pw. Matki Boskiej Nieustającej Pomocy w Czerwonce – rzymskokatolicki kościół parafialny należący do dekanatu Różan diecezji łomżyńskiej, zlokalizowany we wsi Czerwonka Szlachecka.

## Historia i architektura
Parafia była we wsi erygowana przez biskupa płockiego Bonawenturę Madalińskiego 6 maja 1676. Fundatorem drewnianej świątyni był A. Błędowski, właściciel lokalnych dóbr ziemskich. Obiekt ten rozbudowano około 1780 nakładem J. A. Ciemniewskiego, sędziego ziemi różańskiej.
Istniejący do dziś kościół neogotycki został wzniesiony w latach 1901–1906 z inicjatywy księdza Bolesława Włostowskiego. Jego konsekracji dokonał biskup Apolinary Wnukowski 23 kwietnia 1907. Obiekt zniszczono w poważnym stopniu podczas działań II wojny światowej (1944) i odbudowano z inicjatywy proboszcza ks. S. Muszyńskiego. Wyposażony został przez proboszcza ks. Tadeusza Fronczaka.
Kościół jest budowlą trójnawową i halową. Od strony zachodniej świątyni znajduje się nieukończona wieża.

## Galeria

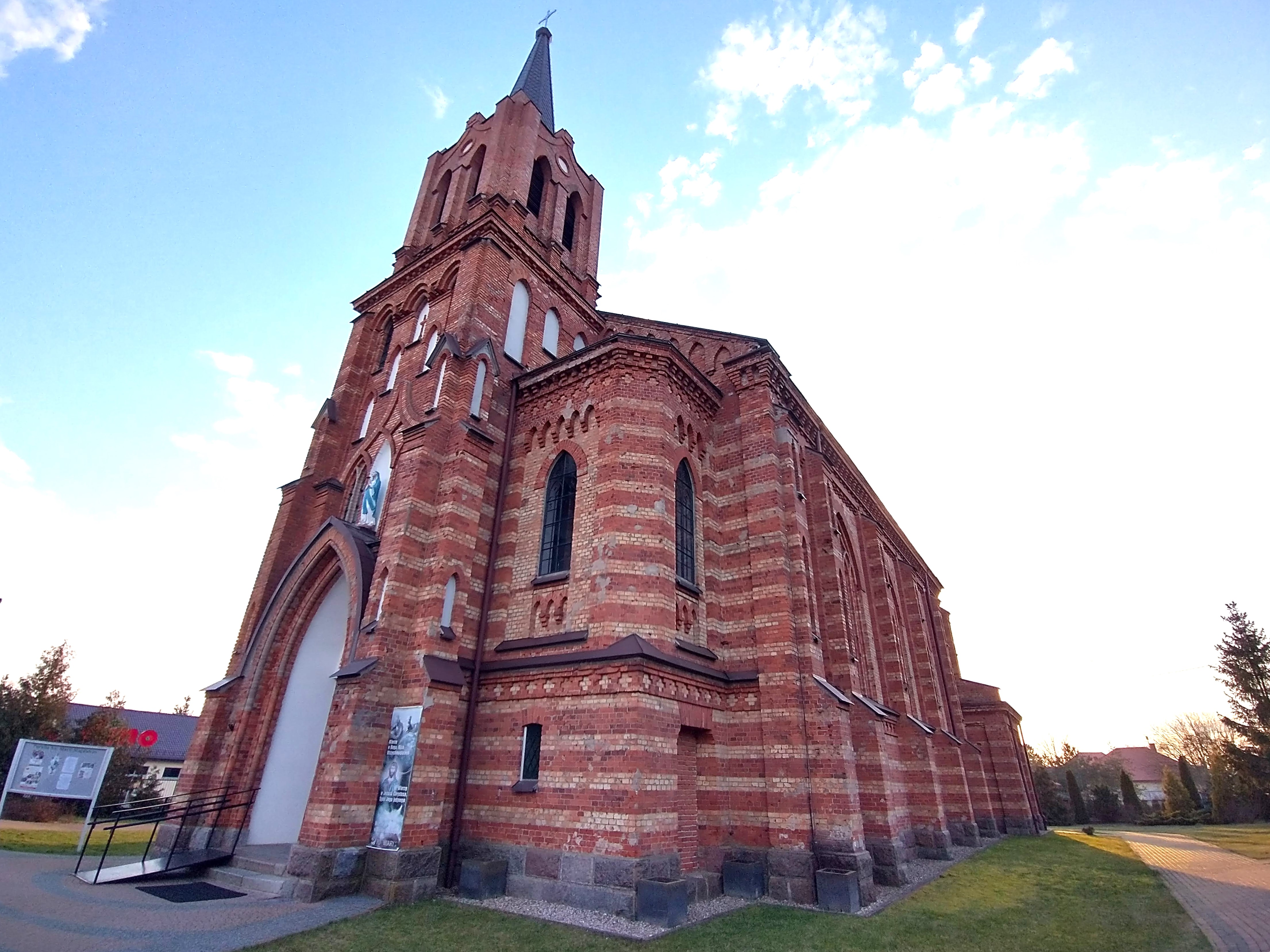
Elewacja wejściowa
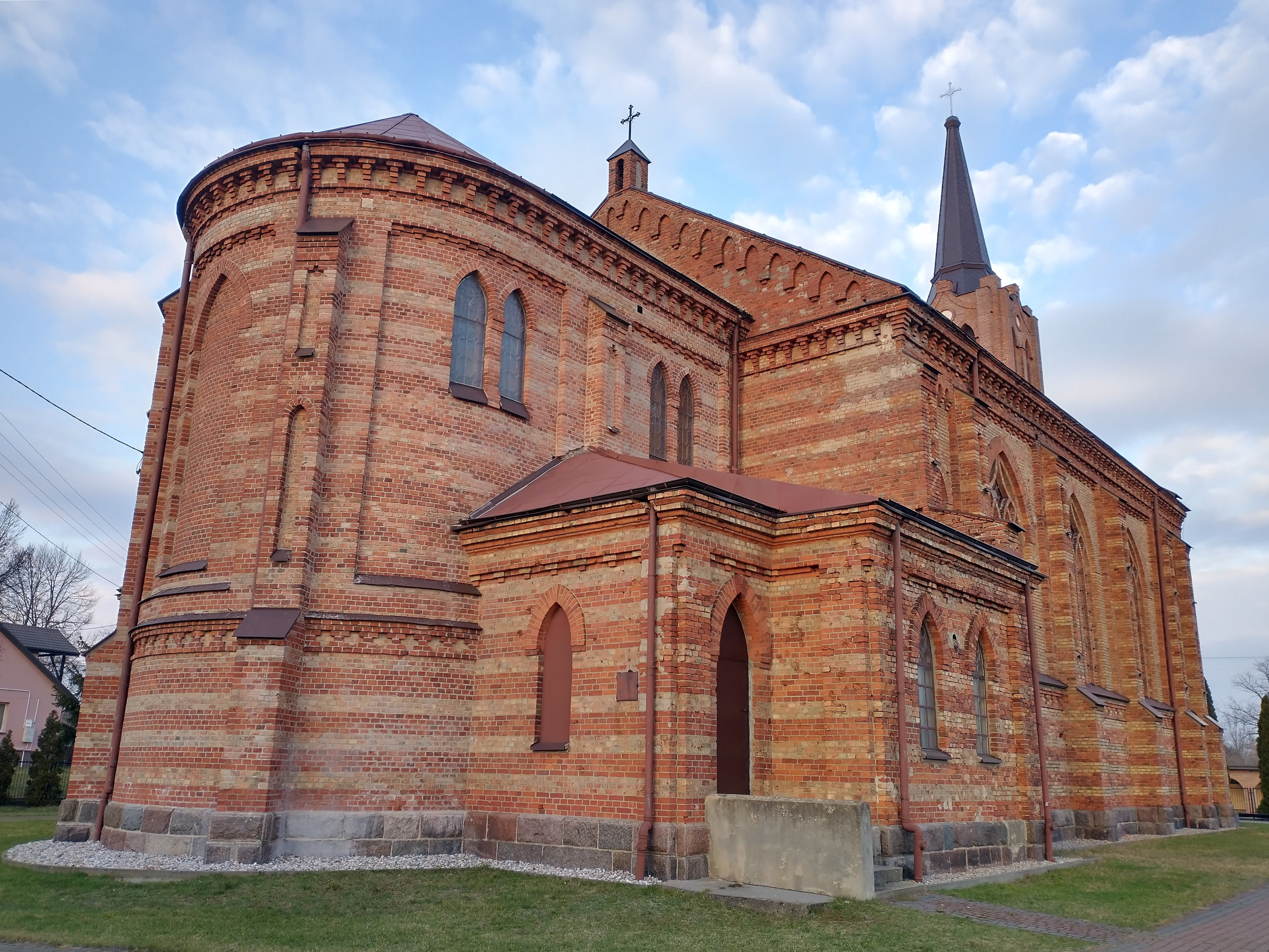
Widok od prezbiterium